# Стриїв
Стриюв (Стриїв, пол. Stryjów) — село в Польщі, у гміні Ізбиця Красноставського повіту Люблінського воєводства. Населення — 437 осіб (2011).

## Історія
За люстрацією 1564—1565 років більшість населення села становили українці.
У 1975—1998 роках село належало до Замойського воєводства.

## Демографія
Демографічна структура станом на 31 березня 2011 року:
|          | Загалом | Допрацездатний вік | Працездатний вік | Постпрацездатний вік |
| -------- | ------- | ------------------ | ---------------- | -------------------- |
| Чоловіки | 220     | 34                 | 144              | 42                   |
| Жінки    | 217     | 34                 | 97               | 86                   |
| Разом    | 437     | 68                 | 241              | 128                  |